# إشراقة أبدية لعقل نظيف
الإشراقة الأبدية للعقل الطاهر (بالإنجليزية: Eternal Sunshine of the Spotless Mind)‏ فيلم خيال علمي رومانسي إنتاج 2004 للمخرج الفرنسي ميتشل غوندري ومن بطولة جيم كاري وكيت وينسليت، الفيلم حاصل على جائزة الأوسكار 2005 لأفضل نص سينمائي، كما رُشحت وينسليت لجائزة أفضل ممثلة.
يستخدم الفيلم عناصر الإثارة النفسية والسرد غير الخطي لاستكشاف طبيعة الذاكرة والحب الرومانسي. عُرض لأول مرة في 19 مارس 2004 في أمريكا الشمالية وتلقّى إشادة واسعة، وحقق أكثر من 70 مليون دولار في جميع أنحاء العالم. فاز بجائزة الأوسكار لأفضل سيناريو أصلي، وترشحت وينسلت لجائزة الأوسكار لأفضل ممثلة. وأصبح يعتبره العديد من النقاد واحدًا من أفضل الأفلام في القرن الحادي والعشرين.

## القصة
يلتقي جويل باريش (جيم كاري) المصدوم عاطفياً في قطار متجه من نيويورك إلى لونغ آيلاند بشابة تدعى كليمنتين كروزينسكي (كيت وينسليت) ذات الأفكار المشوشة، التي لا تعرف ماذا تريد بالضبط.يشعر كل منهما أنه قريب من الآخر على الرغم من الاختلاف الكبير بين شخصيتيهما. لا يوجد سبب يمكن أن يقنع أحداً بإمكان التقارب بينهما لكن هذا ما حدث خلال لقائهما في القطار.
لم يدرك أي منهما أنهما كانا على علاقة غرامية ملتهبة طوال عامين انتهت بخلاف حاد، فما كان من كليمنتين إلا أن طلبت من طبيب في مركز طبي معروف في المدينة أن يزيل من ذاكرتها كل ما يتعلق بالحبيب السابق لأنها تريد نسيانه وإلغاءه تماماً من ذاكرتها.. وبالفعل فقد حقق لها الطبيب رغبتها.
تجرى العملية في مركز الطبي اسمه lacuna وهي كلمة تعني الفجوة أو الجزء الضائع والمقصود هنا أن المركز يعمل فجوة في الذاكرة تضيع فيها ذكريات معينة ومحددة.
عندما عرف جويل بالأمر قرر الانتقام واللجوء إلى الطبيب ذاته لإزالة ذكرياته عن الحبيبة السابقة من عقله.
معظم أحداث الفيلم تدور في دماغ جويل الذي خضع لإجراءات الطبيب أثناء نومه وبالتالي لم تُنس الحبيبة دفعة واحدة بل على مراحل، في البداية نراه كأنه قد ندم على قرار إزالة ذكرياته عنها فيحاول تذكر ما يستطيع من قصة الحب الرائع كما يصفه.. يبذل جهداً كبيراً ليتذكر.. ينجح أحياناً ويفشل في معظم الأحيان لكنه في النهاية يستسلم بعد أن ينتهي الطبيب من عمله، فلا يبقى في ذاكرة جويل أي شيء يتعلق بالحبيبة السابقة.. أما آخر شيء أُزيل من ذاكرته فكان قوله لها: لقاؤنا في محطة مونتوك في نيويورك.
تحققت رغبة الطرفين على أيدي ذلك الطبيب وسار كل منهما في طريق إلى أن التقيا في ذلك القطار بعد عامين من محو ذكريات قصة الحب الأول.
وفي أحداث لا علاقة لها إلى حد بعيد ببطلي الفيلم نشهد أن المركز الطبي نفسه ملئ بالشخصيات المتناقضة نوعاً ما.. فالطبيب المسؤول (توم ويلكنسون) متزوج لكنه على علاقة بسيدة تعمل في المركز، وعندما تكتشف زوجته تلك العلاقة يجن جنونها.. يحاول الطبيب إنهاء العلاقة للحفاظ على زواجه فتنتقم الموظفة منه بسرقة ملفات زبائن المركز بما فيها من معلومات سرية وشخصية ومن ثم تقوم بتوزيعها على كل من هب ودب.
موظف آخر تولى مهمة إزالة ذكريات كليمنتين من دماغ جويل فعرف بسبب مهمته كل تفاصيل وأسرار تلك العلاقة فاستخدم هذه المعلومات لإقامة علاقة مع كليمنتين.. حاول إغراءها بالأسلوب نفسه الذي سبق لجويل أن سحرها وكسب حبها به.
بعد لقائهما في القطار يتسلم كل منهما نسخة من تلك الملفات السرية عن حبهما الذي أرادا إزالة ذكرياته.. صدمتهما تفاصيل ذلك الحب الذي أجمعا على وصفه بالرائع أثناء جلسات التنويم المغناطيسي مع الطبيب.. وعلى الرغم من تسلمهما تلك النسخ ما زالا عاجزين عن تذكر أي شيء عن تلك العلاقة التي جمعتهما تحت سقف واحد طوال عامين.
ليس هذا فقط بل إنهما فشلا في تذكر أنه سبق لهما أن التقيا، أو أنهما خضعا لعملية إزالة ذكريات معينة.. وهذا هو سبب الصدمة فقد كانا يقرآن في تلك الملفات السرية تفاصيل لم يسمعا بها من قبل وكأنهما يتابعان أحداثاً جرت مع شخصين آخرين لا يعرفانهما.
حاول جويل إقناع كليمنتين أن في استطاعتهما أن يبدآ من جديد لكنها أصرت على أن البدء في علاقة جديدة قد يواجه مصير العلاقة السابقة على الرغم من أنها لا تزال عاجزة عن تذكر شيء عن تلك العلاقة لكنها تقرأ تفاصيل تلك العلاقة في الملفات السرية التي تسلمتها.
تنجح في إقناعه بعدم العودة إلى الماضي واستعادة علاقة مضى زمنها فيقرر الاثنان ترك الملفات السرية والاستمتاع بعلاقة حب جديدة وحياة جديدة.

## طاقم التمثيل
- جيم كاري بدور جويل باريش.

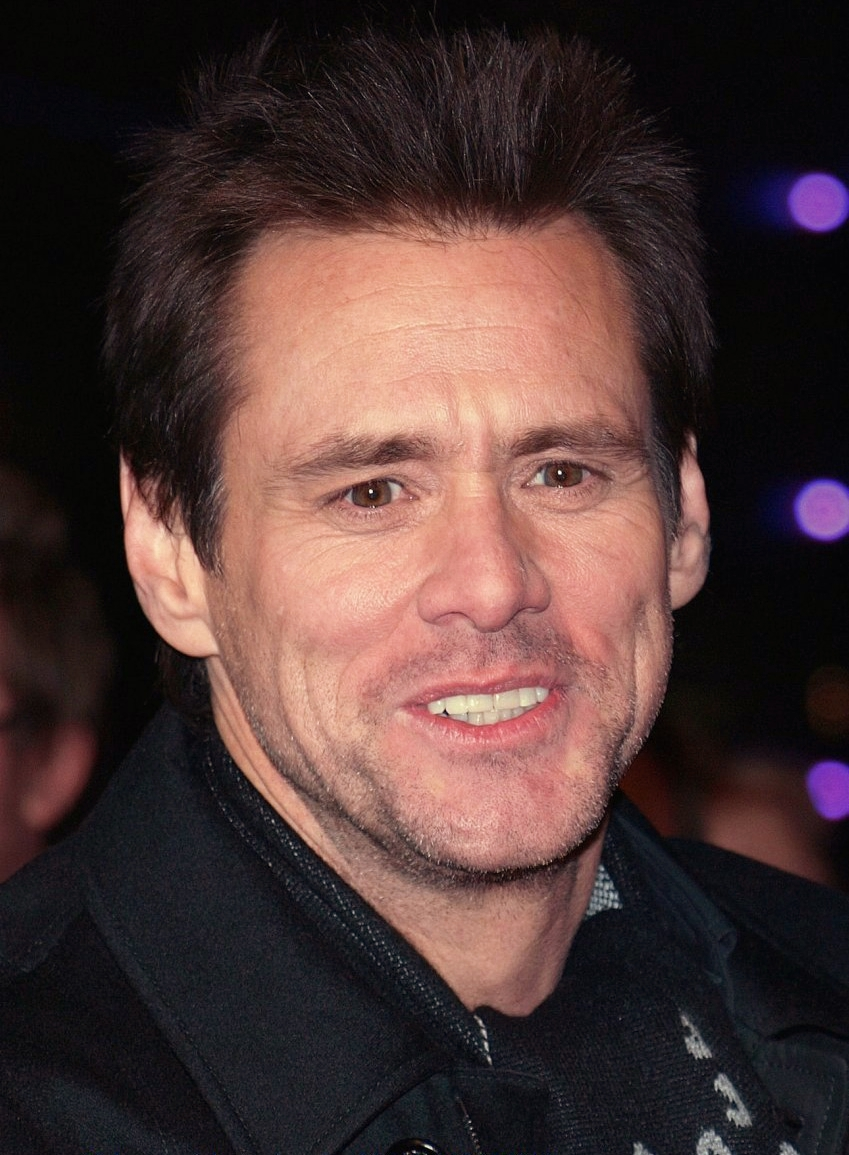

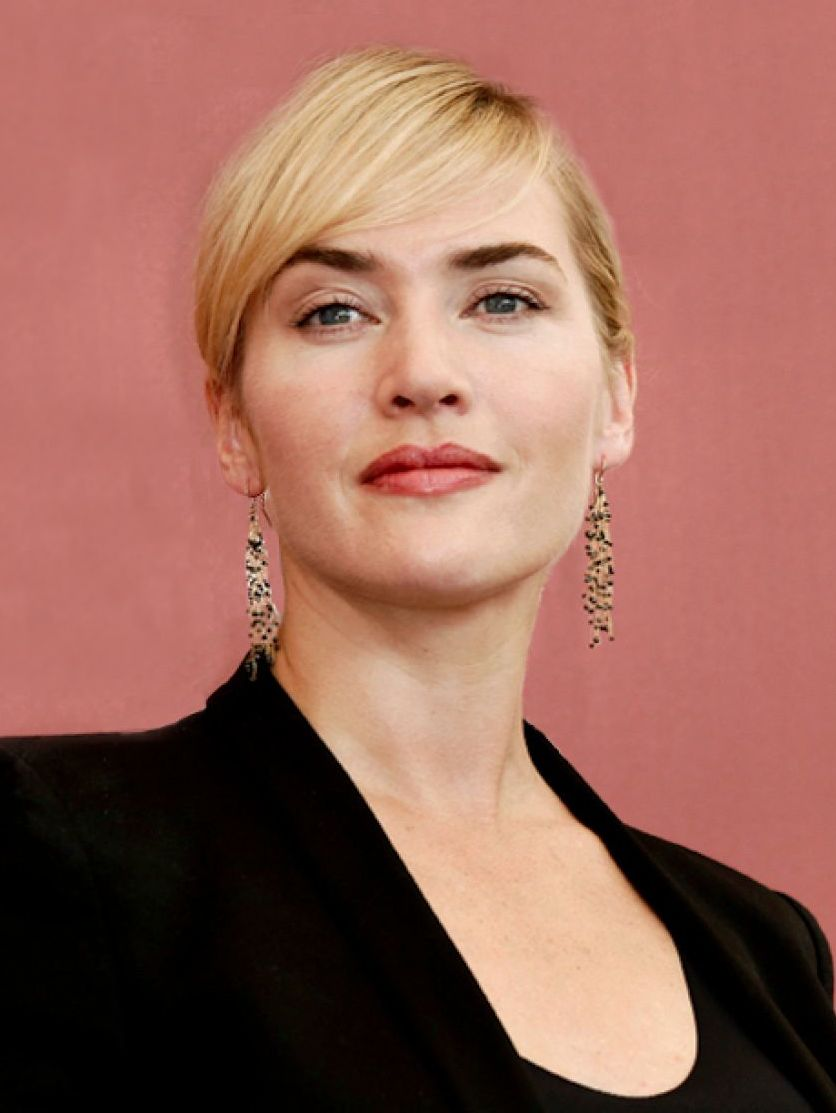
من الأعلى إلى الأسفل: جيم كاري وكيت وينسلت يلعبان دور جويل باريش وكليمنتين كروتشينسكي على التوالي.

- كيت وينسليت بدور كليمنتين كروزينسكي.
- كريستين دانست بدور ماري ساففو.
- مارك رافالو بدور ستان فينك.
- إليجاه وود بدور باتريك.
- توم ويلكينسون بدور الدكتور هوارد ميرزواك

## الإنتاج
جاءت فكرة فيلم الإشراقة الأبدية للعقل الطاهر من محادثات عام 1998 بين ميشيل غوندري والكاتب المشارك للفيلم بيير بيسموث. التقى الزوجان وأصبحا أصدقاء في أوائل الثمانينيات خلال مسيرة الطبول في جونديري في مجموعة البوب الفرنسية Oui Oui. كان بيير بيسموث قد تصور فكرة محو أشخاص معينين من عقول الناس رداً على صديقة له تشكو من صديقها. عندما سألها إذا كانت ستمحو هذا الصديق من ذاكرتها، قالت نعم. كان بيسموث في الأصل يجري تجربة فنية تتضمن إرسال بطاقات إلى أشخاص يقولون إن شخصًا يعرفونه قد محى متلقي البطاقة من ذاكرتهم. عندما ذكر ذلك لجوندري، قاموا بتطويرها إلى قصة تستند إلى المواقف التي ستنشأ إذا كانت ممكنة علمياً. لم ينفذ بيسموث فكرته التجريبية أبدًا. 
بدأ تصوير الفيلم في منتصف يناير 2003 بعد ستة أسابيع من التحضير، استمرت لمدة ثلاثة أشهر بميزانية 20 مليون دولار، وكان معظم التصوير في مدينة نيويورك وحولها.  أعاد طاقم الإنتاج إنشاء بعض المشاهد الرئيسية، مثل شقة Joel's Yonkers والمطبخ على طراز الخمسينيات، في قاعدة بحرية أمريكية سابقة في نيو جيرسي.

## وصلات خارجية
- إشراقة أبدية لعقل نظيف على موقع IMDb (الإنجليزية)
- إشراقة أبدية لعقل نظيف على موقع ميتاكريتيك (الإنجليزية)
- إشراقة أبدية لعقل نظيف على موقع الموسوعة البريطانية (الإنجليزية)
- إشراقة أبدية لعقل نظيف على موقع روتن توميتوز (الإنجليزية)
- إشراقة أبدية لعقل نظيف على موقع نتفليكس (الإنجليزية)
- إشراقة أبدية لعقل نظيف على موقع قاعدة بيانات الأفلام العربية
- إشراقة أبدية لعقل نظيف على موقع ألو سيني (الفرنسية)
- إشراقة أبدية لعقل نظيف على موقع Turner Classic Movies (الإنجليزية)
- إشراقة أبدية لعقل نظيف على موقع أول موفي (الإنجليزية)
- إشراقة أبدية لعقل نظيف على موقع بوكس أوفيس موجو (الإنجليزية)

1. 1 2 3 4 5 6 7 8 9 10 11 12 13 14 15  مذكور في: europeanfilmawards.eu. European Film Awards ID: 5950. الوصول: 28 يوليو 2021.
2. ↑  مذكور في: تفريغات بيانات Freebase. الناشر: جوجل.
3. ↑  "Eternal Sunshine of the Spotless Mind". بوكس أوفيس موجو. مؤرشف من الأصل في 2018-06-28.
4. ↑  Dargis، Manohla؛ Scott، A.O. "The 25 Best Films of the 21st Century...So Far". نيويورك تايمز. مؤرشف من الأصل في 2018-07-20. اطلع عليه بتاريخ 2017-07-08.
5. ↑  [http://www.bbc.com/culture/story/20160819-the-21st-centurys-100-greatest-films |title=The 21st Century's 100 Greatest Films |date=August 23, 2016 |website=بي بي سي|accessdate=August 16, 2017}} See also Dargis، Manohla؛ Scott، A.O. "The 25 Best Films of the 21st Century...So Far". نيويورك تايمز. مؤرشف من الأصل في 2018-07-20. اطلع عليه بتاريخ 2017-07-08.
6. ↑  "The 21st Century's 100 greatest films" (بالإنجليزية). Archived from the original on 2020-04-14. Retrieved 2020-04-16.
7. ↑  Dazed (13 Mar 2014). "Ten years of Eternal Sunshine of the Spotless Mind". Dazed (بالإنجليزية). Archived from the original on 2019-03-31. Retrieved 2020-04-16.
8. ↑  "'Eternal Sunshine of the Spotless Mind': An Unforgettable and Heartbreaking Exploration of Love, Human Beings and the Nature of Memory • Cinephilia & Beyond". Cinephilia & Beyond (بالإنجليزية الأمريكية). 27 Mar 2016. Archived from the original on 2019-03-31. Retrieved 2020-04-16.
9. ↑  "Eternal Sunshine of the Spotless Mind: Jim Carrey and Kate Winslet interview". Cycling (بالإنجليزية). Archived from the original on 2019-04-09. Retrieved 2020-04-16.
10. ↑  "American Cinematographer". theasc.com. مؤرشف من الأصل في 2019-04-09. اطلع عليه بتاريخ 2020-04-16.